# Florinda (Winterhalter)
Florinda est une peinture à l'huile sur toile du peintre et lithographe allemand Franz Xaver Winterhalter. Le tableau a été achevé en 1853 et est conservé maintenant au Metropolitan Museum of Art de New York où il n'est pas exposé,.

## Description
La toile représente la légende du roi Rodéric d'Espagne espionnant la princesse Florinda et les autres filles du palais pendant qu'elles se baignent dans un jardin à Tolède, afin de décider de la plus belle. Après que Roderic a sélectionné et courtisé Florinda, son père se venge en invitant les Maures à envahir et conquérir l'Espagne.
La peinture est une réplique de celle exposée à l’Osborne House que la reine Victoria a donnée comme cadeau d'anniversaire au prince Albert en 1852,. Elle est présentée par Winterhalter au Salon de 1853 sous le titre de Florinde, accompagnée de vers d'Émile Deschamps tirés de ses Romances sur Rodrigue, dernier roi des Goths : « Chacune aussitôt dénoue / Ses cheveux bouclés et longs ; / Le vent les berce et s’y joue : / Ceux de Florinde, on l’avoue, / Sont les plus beaux ; ils sont blonds. / (...) / Et ces filles ingénues / Croyaient les hommes bien loin, / Et leurs grâces inconnues / Se révélaient, presque nues. / Aux yeux d’un ardent témoin. / (...). / Le roi Rodrigue (...) / ».